# Van Buren (condado de Aroostook)
Van Buren es un lugar designado por el censo ubicado en el condado de Aroostook en el estado estadounidense de Maine. En el Censo de 2010 tenía una población de 1.937 habitantes y una densidad poblacional de 168,06 personas por km².

## Geografía
Van Buren se encuentra ubicado en las coordenadas 47°10′5″N 67°57′0″O / 47.16806, -67.95000. Según la Oficina del Censo de los Estados Unidos, Van Buren tiene una superficie total de 11.53 km², de la cual 10.85 km² corresponden a tierra firme y (5.87%) 0.68 km² es agua.

## Demografía
Según el censo de 2010, había 1.937 personas residiendo en Van Buren. La densidad de población era de 168,06 hab./km². De los 1.937 habitantes, Van Buren estaba compuesto por el 96.9% blancos, el 0.31% eran afroamericanos, el 0.36% eran amerindios, el 0.05% eran asiáticos, el 0% eran isleños del Pacífico, el 0.31% eran de otras razas y el 2.07% pertenecían a dos o más razas. Del total de la población el 0.67% eran hispanos o latinos de cualquier raza.